# Dibujo de corte

Dibujo de corte que muestra el interior de un cañón de 16 pulgadas

Un dibujo de corte, también llamado dibujo seccionado, es un gráfico 3D, dibujo, diagrama y/o ilustración, en el cual los elementos de la superficie de un modelo tridimensional se eliminan selectivamente para hacer visibles las características internas, pero sin sacrificar por completo el contexto exterior.
El propósito de un dibujo de corte es permitir al espectador echar un vistazo a un objeto opaco que de otro modo sería sólido. En lugar de dejar que el objeto interno brille a través de la superficie circundante, las partes del objeto exterior simplemente se eliminan. Esto produce una apariencia visual como si alguien hubiera recortado una pieza del objeto o cortado en partes. Los dibujos de corte evitan las ambigüedades con respecto a la ordenación espacial, proporcionan un contraste nítido entre los objetos de primer plano y de fondo, y facilitan una buena comprensión de los ordenamientos espaciales.
Aunque el dibujo de corte no tiene planos de fabricación dimensionados, son minuciosamente dibujados por un puñado de artistas devotos que tuvieron acceso a detalles de fabricación o los dedujeron al observar la evidencia visible del esqueleto oculto (por ejemplo, líneas de remaches). El objetivo de estos dibujos en los estudios puede ser identificar patrones de diseño comunes para clases particulares de vehículos. Por lo tanto, la precisión de la mayoría de estos dibujos, aunque no es del 100%, es ciertamente lo suficientemente alta para este propósito.
La técnica se usa ampliamente en el diseño asistido por computadora. También se ha incorporado a la interfaz de usuario de algunos videojuegos. En The Sims, por ejemplo, los usuarios pueden seleccionar a través de un panel de control si desean ver la casa que están construyendo sin paredes, con paredes recortadas o con paredes enteras.
Encontramos dos nuevos conceptos línea de corte que es la que da la orientación o sección en que será visto el corte adecuado y el plano de corte que es el plano imaginario conforme al cual una pieza o un objeto ha sido cortado o separado conceptualmente, el cual puede ser entendido fácilmente.
Los cortes pueden ser señalados o marcados de manera:
- Longitudinal: indicado por el lado más largo de toda figura o por su eje longitudinal; en la vista superior o planta generalmente se traza por el eje horizontal de la misma.

- Transversal: señalado por el lado más corto de la figura o por su eje transversa; en la vista superior o planta generalmente se traza por el eje vertical a la misma.

- Oblicuo: por le general es un corte expresado en las vistas ( o proyecciones ortogonales) como una línea diagonal, o en volumen se representa por un plano de corte oblicuo respecto al volumen a cortar.